# Frans van der Veen (KNIL)

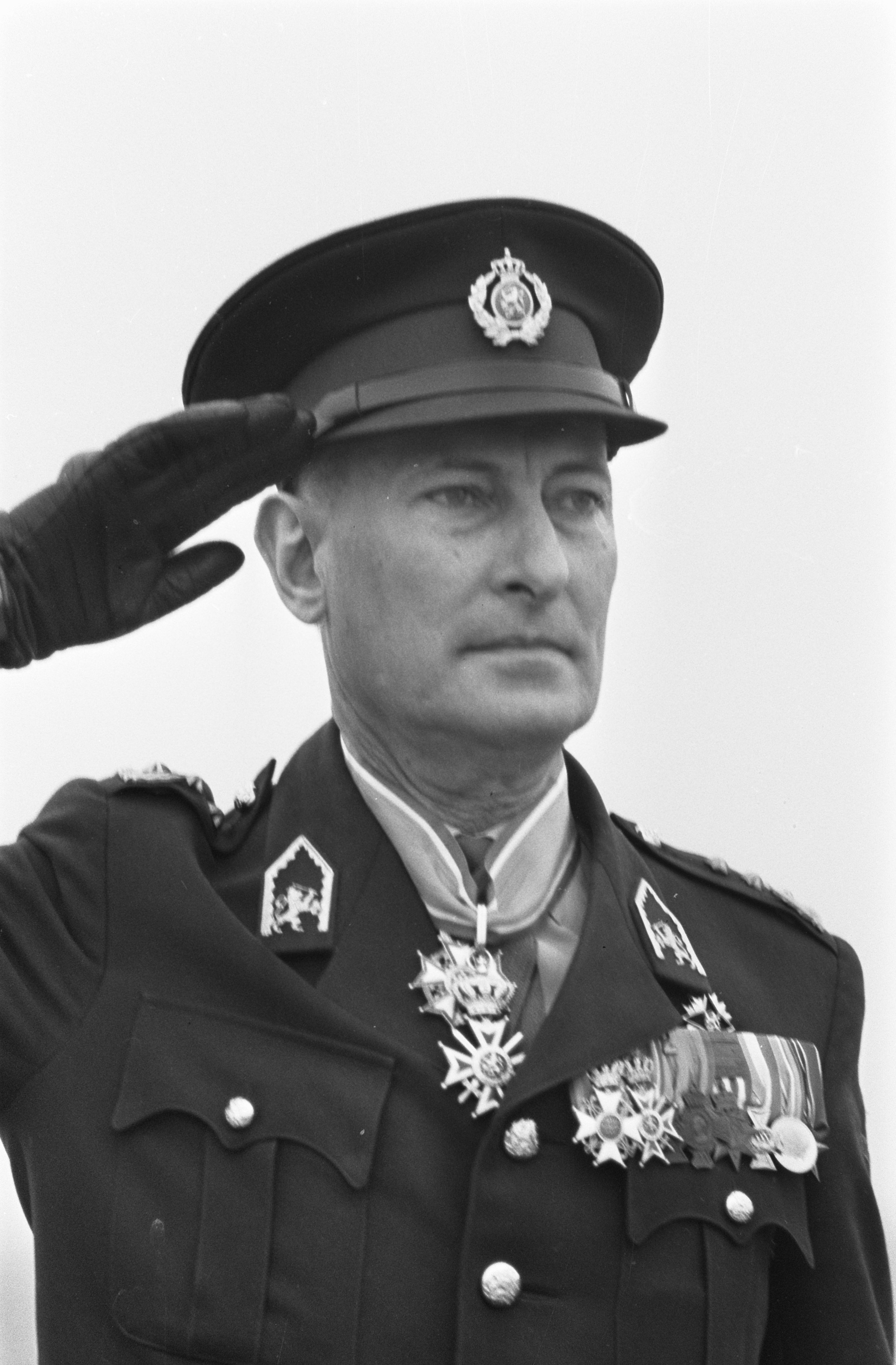
Luitenant-generaal F. v.d. Veen

Frans van der Veen (Padang (Nederlands-Indië), 26 september 1908 – Den Haag, 14 mei 1999) was een Nederlands militair. Tijdens de 2e wereldoorlog ontsnapte hij uit Duits krijgsgevangenschap en daarna ontsnapte hij aan de Japanners na de verloren strijd in Nederlands Indië. Na de oorlog werd hij generaal .   

## Loopbaan
Van der Veen studeerde van 1927 tot 1930 aan de KMA te Breda, waarna hij werd benoemd als tweede luitenant bij het KNIL. Daarna werd hij gelegerd bij de infanterie, aanvankelijk op Java, maar later bij Kota Radja op Atjeh. Vanaf 1933 kwam hij bij de marechaussee-divisie in Atjeh.
Op 2 augustus 1939 vertrok Frans van der Veen naar Nederland voor een studie aan de Hogere Krijgsschool te Den Haag. Hier werd hij in september 1939 gemobiliseerd en kwam hij bij de staf van de 8e divisie Grebbelinie. Na de capitulatie weigerde hij de erewoordverklaring van trouw aan de Duitsers te tekenen en werd hij door de Duitsers als krijgsgevangen naar Duitsland vervoerd. Op 6 april 1941 ontsnapte Frans van der Veen uit krijgsgevangenschap uit Oflag VIII C-Juliusburg (Opper-Silezië in Polen). Hij wist te ontkomen naar Zwitserland. Deze ontsnapping komt aan de orde in het boek Officieren achter prikkeldraad van Leo de Hartog en in Vannacht varen de Hollanders van Hans Larive.
Vanuit Zwitserland vertrok Van der Veen naar Portugal en vandaar reisde hij door naar Bandung in Nederlands-Indië. Hier werd hij in december 1941 gemobiliseerd en gelegerd op Java. Na de capitulatie van Nederlands-Indië dook Van der Veen onder. Samen met Cornelis van der Star en Willem Stokhuyzen wist hij in juli 1942 per zeilboot Java te ontvluchten. Een tocht van 5.000 km en 31 dagen varen met een 7 meter lang bootje. Hij kwam aan in Oost-Afrika en meldde zich hier in augustus bij het Nederlands consulaat te Mombassa. Een week later vertrok hij vandaar om via Ceylon naar Australië te gaan. Vanaf december 1942 werd hij aangesteld bij de Netherlands Forces Intelligence Service (NEFIS). Op 18 maart 1944 als commandant van een NEFIS-verkenningseenheid naar Centraal Nieuw Guinea.
Na de capitulatie van Japan vertrok hij op 1 oktober 1945 met de Van Heutsz naar Batavia en werd daar hoofd van de afdeling buitendienst van de Nefis. Begin 1946 vertrok Frans van der Veen naar Nederland en werd hier aangesteld bij het Ministerie voor Overzeese Gebiedsdelen. In augustus 1946 werd hij weer overgeplaatst naar Batavia als plaatsvervangend hoofd van GS III. In oktober werd hij overgeplaatst naar Palembang als chef-Staf IJ-brigade, tevens Troepencommando Zuid-Sumatra. In 1949 werd hij hoofd van de stafafdeling Intelligence G2 bij het Hoofdkwartier van de Generale Staf.
In 1950 vertrok hij uit Indonesië om weer naar Nederland te gaan. Hier werd hij toegevoegd aan het kabinet van het ministerie van defensie. Op 9 juni 1952 werd Frans van der Veen geplaatst bij de Interim commissie der Europese Defensiegemeenschap (EDG) te Parijs. In 1954 werd hij hier adviseur van het hoofd van de Gecombineerde Nederlandse Permanente Vertegenwoordiging bij de Noord-Atlantische Raad. Een jaar later werd hij hoofd van de Nederlandse Liaisonmissie bij SHAPE. In 1958 werd hij als Brigade-generaal plaatsvervangend commandant en korte tijd later als Generaal-majoor commandant van de 4e divisie te Harderwijk. In 1962 werd hij in de rang van  Luitenant-generaal Commandant van het 1e Legerkorps te Apeldoorn. In 1964 werd hij benoemd tot Chef van de Generale Staf/Bevelhebber der Landstrijdkrachten. In 1969 nam hij op eigen verzoek eervol ontslag.
Na zijn ontslag werd hij adjudant in buitengewone dienst van HM de Koningin. Tevens is hij lid geweest van het Hoger Militair Gerechtshof.
Frans van der Veen overleed in 1999 op 90-jarige leeftijd. Hij werd begraven op Nieuw Eykenduynen.

## Onderscheidingen
- Commandeur in de Orde van Oranje-Nassau;[2]
- Ridder in de Orde van de Nederlandse Leeuw;
- Bronzen Kruis (2x);
- Oorlogsherinneringskruis;
- Ereteken voor Orde en Vrede met vier gespen;
- Onderscheidingsteken voor Langdurige Dienst als officier met cijfer XXV;
- Huwelijksmedaille 1966;
- Inhuldigingsmedaille 1980;
- Grootkruis in de Orde van de Republiek van Tunesië;
- Grootofficier in de Orde van de Eikenkroon (Luxemburg);
- Commandeur Legioen van Verdienste (U.S.A.);
- Officier Orde van Kunsten en Letteren (Frankrijk);
- Bronze Star (U.S.A.).